# Callaspidia dufouri
Callaspidia dufouri is een vliesvleugelig insect uit de familie van de Figitidae. De wetenschappelijke naam van de soort is voor het eerst geldig gepubliceerd in 1860 door Giraud.